# Ај Сугијама
Ај Сугијама (јап. 杉山愛 Sugiyama Ai; Јокохама, 5. јул 1975) је бивша професионална јапанска тенисерка.
Професионално је почела да игра тенис у октобру 1992. У својој 17-годишњој каријери остварила је многе успехе, освајањем 6 ВТА турнира појединачно и 36 у игри парова (од тога 3 гренд слема, 1 ИТФ турнир у појединачној конкуренцији и 4 у игри парова. Освојила је 1 гренд слем у игри мешовитих парова. Последњи меч у појединачној конкуренцији одиграла је 28. септембра 2009. године у првом колу Отвореног првенства Токија у којем је изгубила од Нађе Петрове и завршила тениску каријеру.
Сугијама држи рекорд када је у питању број узастопно одиграних гренд слем турнира у апсолутној конкуренцији (мушкој и женској) где је учествовала на 62.
Била је члан репрезентације Јапана у Фед купу 1995-2000, 2003-04, 2006. и на Олимпијским играма 1996, 2000, 2004.
Најбољи пласман на ВТА листи је 1 место у игри парова 2000. године и 8 место у појединачној конкуренцији 2004.. Остварила је приход од 8.097.726 долара.

### Пласман на ВТА листи на крају сезоне
| Година  | 1991 | 1992 | 1993 | 1994 | 1995 | 1996 | 1997 | 1998 | 1999 | 2000 | 2001 | 2002 | 2003 | 2004 | 2005 | 2006 | 2007 | 2008 | 2009 |
| Пласман | 568  | 180  | 142  | 72   | 46   | 32   | 20   | 18   | 24   | 33   | 30   | 24   | 10   | 17   | 30   | 26   | 38   | 31   | 97   |

## Резултати Ај Сугијама

### Победе појединачно (6)
|   | Датум    | име и место турнира              | Кат. | ($)    | Терен       | Противник          | Резултат      |
| 1 | 14/04/97 | Јапан опен, Токио                | III  | 164250 | Тврди (от.) | Еми Фрејзер        | 4-6, 6-4, 6-4 |
| 2 | 05/01/98 | Турнир Златна Обала, Гоулд Коуст | III  | 164250 | Тврди (от.) | Марија Венто-Кабчи | 7-5, 6-0      |
| 3 | 13/04/98 | Јапан опен, Токио                | III  | 164000 | Тврди (от.) | Корина Морариу     | 6-3, 6-3      |
| 4 | 24/02/03 | State Farm Classic, Scottsdale   | II   | 585000 | Тврди (от.) | Ким Клајстерс      | 3-6, 7-5, 6-4 |
| 5 | 20/10/03 | Турнир у Линцу, Линц Аустрија    | II   | 585000 | Тврди (от.) | Нађа Петрова       | 7-5, 6-4      |
| 6 | 05/01/04 | Турнир Златна Обала, Гоулд Коуст | III  | 170000 | Тврди (от.) | Нађа Петрова       | 1-6, 6-1, 6-4 |

### Порази у финалу појединачно (7)
|   | Датум    | име и место турнира                       | Кат. | ($)     | Терен        | Противник          | Резултат         |
| 1 | 07/11/94 | Турнир на Балију, Сурабаја                | IV   | 100.000 | Тврди (от.)  | Елена Вагнер       | 2-6, 6-0 (пред.) |
| 2 | 30/10/95 | Bank of the West Classic, Оукланд         | II   | 430000  | Тепих (зат.) | Магдалена Малејева | 6-3, 6-4         |
| 3 | 01/01/97 | Турнир Златна Обала, Гоулд Коуст          | III  | 164250  | Тврди (от.)  | Јелена Лиховцева   | 3-6, 7-6(7), 6-3 |
| 4 | 27/10/97 | Куп Кремља, Москва                        | I    | 926250  | Тепих (зат.) | Јана Новотна       | 6-3, 6-4         |
| 5 | 12/04/99 | Јапан Опен, Токио                         | III  | 180000  | Тврди (от.)  | Еми Фрејзер        | 6-2, 6-2         |
| 6 | 01/08/05 | Отворено првенство Сан Дијега, Сан Дијего | I    | 1300000 | Тврди (от.)  | Мери Пирс          | 6-0, 6-3         |
| 7 | 25/09/06 | Отворено првенство Кореје, Сеул           | IV   | 145000  | Тврди (от.)  | Елени Данилиду     | 6-3, 2-6, 7-6(3) |

### Победе у игри парова (38)
|    | Датум    | име и место турнира                        | Кат.       | ($)       | Терен         | Партнерка          | Противници                               | Резултат                  |
| 1  | 04/04/94 | Јапан Опен, Токио                          | III        | 150.000   | Тврди (ext.)  | Mami Donoshiro     | Јајук Басуки Нана Мијаги                 | 6-4, 6-1                  |
| 2  | 09/01/95 | Schweppes Tasmanian Open, Hobart           | IV         | 107.000   | Тврди (ext.)  | Кјоко Нагацука     | Манон Болеграф Лариса Савченко-Најланд   | 2-6, 6-4, 6-2             |
| 3  | 15/04/96 | Јапан Опен, Токио                          | III        | 164.250   | Тврди (от.)   | Кимико Дате        | Еми Фрејзер Кимберли По Месерли          | 7-6 (8-6), 6-7 (6-8), 6-3 |
| 4  | 15/09/97 | Toyota Princess Cup, Токио                 | II         | 450.000   | Тврди (от.)   | Моника Селеш       | Жили Алар-Декужи Чанда Рубин             | 6-1, 6-0                  |
| 5  | 05/01/98 | Thalgo Hardcourts Champ’s, Gold Coast      | III        | 164.250   | Тврди (от.)   | Јелена Лиховцева   | Сунг-Хи Парк Ши-Тинг Ванг                | 1-6, 6-3, 6-4             |
| 6  | 26/10/98 | Отворено првенство Луксембурга, Луксембург | III        | 164.250   | Тепих (зат.)  | Јелена Лиховцева   | Лариса Савченко-Најланд Јелена Татаркова | 6-7 (3-7), 6-3, 2-0 (ab.) |
| 7  | 02/11/98 | Турнир у Лајпцигу, Лајпциг                 | II         | 450.000   | Тепих (зат.)  | Јелена Лиховцева   | Манон Болеграф Ирина Спирлеа             | 6-3, 6-7 (2-7), 6-1       |
| 8  | 09/11/98 | Advanta Champ’s, Филаделфија               | II         | 450.000   | Тепих (зат.)  | Јелена Лиховцева   | Моника Селеш Наташа Зверева              | 7-5, 4-6, 6-2             |
| 9  | 11/01/99 | Sydney Int’l, Сиднеј                       | II         | 420.000   | Тврди (от.)   | Јелена Лиховцева   | Мери Џо Фернандез Анке Хубер             | 6-3, 2-6, 6-0             |
| 10 | 17/05/99 | Internationaux de Strasbourg, Стразбур     | III        | 190.000   | Земља (от.)   | Јелена Лиховцева   | Александра Фузе Натали Тозија            | 2-6, 7-6 (8-6), 6-1       |
| 11 | 10/01/00 | Adidas International, Сиднеј               | II         | 460.000   | Тврди (от.)   | Жили Алар-Декужи   | Мартина Хингис Мери Пирс                 | 6-0, 6-3                  |
| 12 | 20/03/00 | Мајами, Мајами                             | I          | 2.525.000 | Тврди (от.)   | Жили Алар-Декужи   | Никол Арент Манон Болеграф               | 4-6, 7-5, 6-4             |
| 13 | 19/06/00 | Истборн, Истборн                           | II         | 535.000   | Трава (от.)   | Натали Тозија      | Лиса Рејмонд Рене Стабс                  | 2-6, 6-3, 7-6 (7-3)       |
| 14 | 21/08/00 | Pilot Pen Tennis, Њу Хејвен                | II         | 535.000   | Тврди (от.)   | Жили Алар-Декужи   | Вирхинија Руано Паскуал Паола Суарез     | 6-4, 5-7, 6-2             |
| 15 | 28/08/00 | Ју-Ес опен                                 | Гренд слем | 4.385.000 | Тврди (от.)   | Жили Алар-Декужи   | Кара Блек Јелена Лиховцева               | 6-0, 1-6, 6-1             |
| 16 | 02/10/00 | Toyota Princess Cup, Токио                 | II         | 535.000   | Тврди (от.)   | Жили Алар-Декужи   | Нана Мијаги Паола Суарез                 | 6-0, 6-2                  |
| 17 | 23/10/00 | Куп Кремља, Москва                         | I          | 1.080.000 | Тепих (зат.)  | Жили Алар-Декужи   | Мартина Хингис Ана Курњикова             | 4-6, 6-4, 7-6 (7-5)       |
| 18 | 08/01/01 | Canberra Int’l, Канбера                    | III        | 170.000   | Тврди (от.)   | Никол Арент        | Нани Де Вилијерс Анабел Елвуд            | 6-4, 7-6 (7-2)            |
| 19 | 05/03/01 | Индијан Велс, Индијан Велс                 | I          | 2.050.000 | Тврди (от.)   | Никол Арент        | Вирхинија Руано Паскуал Паола Суарез     | 6-4, 6-4                  |
| 20 | 18/02/02 | Kroger St. Jude, Мемфис                    | III        | 170.000   | Тврди (зат.)  | Јелена Таракова    | Мелиса Мидлтон Бри Рипнер                | 6-4, 2-6, 6-0             |
| 21 | 06/01/03 | Adidas International, Сиднеј               | II         | 585.000   | Тврди (от.)   | Ким Клајстерс      | Кончита Мартинез Рене Стабс              | 6-3, 6-3                  |
| 22 | 10/02/03 | Proximus Diamond Games, Антверпен          | II         | 585.000   | Тепих (зат.)  | Ким Клајстерс      | Натали Деши Емили Лоа                    | 6-2, 6-0                  |
| 23 | 24/02/03 | State Farm Classic, Scottsdale             | II         | 585.000   | Тврда (от.)   | Ким Клајстерс      | Линдси Давенпорт Лиса Рејмонд            | 6-1, 6-4                  |
| 24 | 26/05/03 | Ролан Гарос, Париз                         | Гренд слем | 6.225.054 | Земља (от.)   | Ким Клајстерс      | Вирхинија Руано Псаквал Паола Суарез     | 6-7 (5-7), 6-2, 9—7       |
| 25 | 23/06/03 | Вимблдон, Вимблдон                         | Гренд слем | 6.246.871 | Трава (от.)   | Ким Клајстерс      | Вирхинија Руано Паскуал Паола Суарез     | 6-4, 6-4                  |
| 26 | 28/07/03 | Акјура класик, Сан Дијего                  | II         | 1.000.000 | Тврди (от.)   | Ким Клајстерс      | Линдси Давенпорт Лиса Рејмонд            | 6-4, 7-5                  |
| 27 | 13/10/03 | Цирих опен, Цирих                          | I          | 1.300.000 | Тврди (зат.)  | Ким Клајстерс      | Вирхинија Руано Псаквал Паола Суарез     | 7-6 (7-3), 6-2            |
| 28 | 20/10/03 | Generali Ladies Линц, Линц                 | II         | 585.000   | Тврди (зат.)  | Лизел Хубер        | Марион Бартоли Силвија Фарина Елија      | 6-1, 7-6 (8-6)            |
| 29 | 02/08/04 | Роџерс куп, Монтреал                       | I          | 1.300.000 | Тврди (ext.)  | Шинобу Асагое      | Лизел Хубер Тамарин Танасугарн           | 6-0, 6-3                  |
| 30 | 13/09/04 | Wismilak International, Бали               | III        | 225.000   | Тврди (ext.)  | Анастасија Мискина | Светлана Кузњецова Аранча Санчез Викарио | 6-3, 7-5                  |
| 31 | 06/06/05 | DFS Classic, Бирмингем                     | III        | 200.000   | Трава (ext.)  | Данијела Хантухова | Елени Динилиду Џенифер Расел             | 6-2, 6-3                  |
| 32 | 27/02/06 | Доха опен, Доха                            | II         | 600.000   | Тврда (от.)   | Данијела Хантухова | Ли Тинг Сун Тјен Тјен                    | 6-4, 6-4                  |
| 33 | 15/05/06 | Рим, Рим                                   | I          | 1.340.000 | Земља (от.)   | Данијела Хантухова | Квјета Пешке Франческа Скјавоне          | 3-6, 6-3, 6-1             |
| 34 | 13/08/07 | Роџер куп, Торонто                         | I          | 1.340.000 | Тврда (от.)   | Катарина Среботник | Кара Блек Лизел Хубер                    | 6-4, 2-6, [10-5]          |
| 35 | 24/03/08 | Сони Ериксон опен Мајами                   | I          | 3.770.000 | Тврда (от.)   | Катарина Среботник | Кара Блек Лизел Хубер                    | 7-5, 4-6, [10-3]          |
| 36 | 14/04/08 | Family Circle Cup Чарлстон                 | I          | 1.340.000 | Земља (от.)   | Катарина Среботник | Едина Галовић Олга Говорцова             | 6-2, 6-2                  |
| 37 | 20/10/08 | Generali Ladies Линц                       | II         | 600.000   | Тварда (зат.) | Катарина Среботник | Кара Блек Лизел Хубер                    | 6-4, 7-5                  |
| 38 | 15/06/09 | Aegon International Eastbourne             | Премијер   | 600.000   | Трава (от.)   | Акгул Аманмурадова | Саманта Стосур Рене Стабс                | 6-4, 6-3                  |

### Порази у финалу у игри парова
|    | Датум    | име и место турнира                          | Кат.        | ($)       | Терен        | Противници                                                | Партнерка                    | Резултат                  |
| 1  | 07/11/94 | Wismilak Open, Surabaya                      | IV          | 100.000   | Тврди (от.)  | Yayuk Basuki · Romana Tedjakusuma Индонезија              | Kimiko Date Јапан            | предаја                   |
| 2  | 10/04/95 | Јапан Опен, Токио                            | III         | 161.250   | Тврди (от.)  | Михо Секи · Јука Јошида Јапан                             | Kimiko Date Јапан            | 6-7 (5-7), 6-4, 7-6 (7-5) |
| 3  | 19/05/97 | Internationaux de Strasbourg, Стрезбур       | III         | 250.000   | Земља (от.)  | Хелена Сукова Чешка · Наташа Зверева Белорусија           | Јелена Лиховцева Русија      | 6-1, 6-1                  |
| 4  | 22/02/99 | Open Gaz de France, Париз                    | Tier II     | 520.000   | Тепих (зат.) | Ирина Спирлеа Румунија · Caroline Vis Холандија           | Јелена Лиховцева Русија      | 7-5, 3-6, 6-3             |
| 5  | 01/11/99 | Sparkassen Cup Int’l, Лајпциг                | II          | 520.000   | Тепих (зат.) | Мери Пирс Француска · Larisa Savchenko-Neiland Летонија   | Јелена Лиховцева Русија      | 6-4, 6-3                  |
| 6  | 26/06/00 | Вимблдон, Wimbledon                          | Гренд слем  | 5.235.332 | Трава (от.)  | Серена Вилијамс · Винус Вилијамс Сједињене Државе         | Julie Halard Француска       | 6-3, 6-2                  |
| 7  | 14/08/00 | du Maurier Open, Монтреал                    | Tier I      | 1.080.000 | Тврди (от.)  | Мартина Хингис Швајцарска · Натали Тозиа Француска        | Julie Halard Француска       | 6-3, 3-6, 6-4             |
| 8  | 16/10/00 | Generali Open, Линц                          | II          | 535.000   | Тепих (зат.) | Амели Моресмо Француска · Чанда Рубин Сједињене Државе    | Натали Тозиа Француска       | 6-4, 6-4                  |
| 9  | 25/06/01 | Вимблдон, Wimbledon                          | Гренд слем  | 4.545.319 | Трава (от.)  | Рене Стабс Аустралија · Лиза Рејмонд Сједињене Државе     | Ким Клајстерс Белгија        | 6-4, 6-3                  |
| 10 | 17/09/01 | Toyota Princess Cup, Токио                   | II          | 565.000   | Тврди (от.)  | Кара Блек Зимбабве · Лизел Хубер Јужна Африка             | Ким Клајстерс Белгија        | 6-1, 6-3                  |
| 11 | 29/07/02 | Акјура класик, Сан Дијего                    | II          | 775.000   | Тврди (от.)  | Јелене Дементјева Русија · Јанета Хусарова Словачка       | Данијела Хантухова Словачка  | 6-2, 6-4                  |
| 12 | 05/08/02 | Отворено првенство Лос Анђелеса, Лос Анђелес | II          | 585.000   | Тврди (от.)  | Ким Клајстерс Белгија · Јелена Докић Аустралија           | Данијела Хантухова Словачка  | 6-3, 6-3                  |
| 13 | 12/08/02 | Роџер AT&T куп, Монтреал                     | I           | 1.224.000 | Тврди (от.)  | Вирхиниа Руано Паскуал Шпанија · Паола Суарез Аргентина   | Rika Fujiwara Јапан          | 6-4, 7-6(3)               |
| 14 | 09/09/02 | Отворено првенство Кине, Шангај              | IV          | 140.000   | Тврди (от.)  | Ана Курњикова · Janet Lee Кинески Тајпеј                  | Рика Фуџивара Јапан          | 7-5, 6-3                  |
| 15 | 21/10/02 | Турнир у Линцу, Линц                         | II          | 585.000   | Тепих (зат.) | Јелена Докић Аустралија · Нађа Петрова Русија             | Рика Фуџивара Јапан          | 6-3, 6-2                  |
| 16 | 03/03/03 | Индијан Велс, Индијан Велс                   | I           | 2.100.000 | Тврди (от.)  | Линдси Давенпорт · Лиса Рејмонд Сједињене Државе          | Ким Клајстерс Белгија        | 3-6, 6-4, 6-1             |
| 17 | 05/05/03 | Немачка опен, Берлин                         | I           | 1.262.000 | Земља (от.)  | Вирхиниа Руано Паскуал Шпанија · Паола Суарез Аргентина   | Ким Клајстерс Белгија        | 6-3, 4-6, 6-4             |
| 18 | 15/09/03 | Отворено првенство Кине, Шангај              | II          | 585.000   | Тврди (от.)  | Емил Лоа Француска · Никол Прат Аустралија                | Тамарин Танасугарн Тајланд   | 6-3, 6-3                  |
| 19 | 03/11/03 | Отворено првенство Лос Анђелеса, Лос Анђелес | Masters     | 3.000.000 | Тврди (зат.) | Вирхиниа Руано Паскуал Шпанија · Паола Суарез Аргентина   | Ким Клајстерс Белгија        | 6-4, 3-6, 6-3             |
| 20 | 21/06/04 | Вимблдон, Лондон                             | Гренд слем  | 6.063.070 | Трава (от.)  | Кара Блрк Зимбабве · Рене Стабс Аустралија                | Лизел Хубер Јужна Африка     | 6-3, 7-6 (7-5)            |
| 0  | 16/08/04 | Олимпијске игре, Атина                       | Олимп. игре | 0         | Трвди (от.)  | Паола Суарез · Патрисија Тарабини Аргентина               | Шинобу Асагое Јапан          | 6-3, 6-0                  |
| 21 | 10/01/05 | Medibank International, Сиднеј               | II          | 585.000   | Тврди (от.)  | Брајан Стјуарт · Саманта Стосур Аустралија                | Јелена Дементјева Русија     | Abandon                   |
| 22 | 01/08/05 | Акјура класик, Сан Дијего                    | I           | 1.300.000 | Тврди (от.)  | Кончита Мартинез · Вирхиниа Руано Паскуал Шпанија         | Данијела Хантухова Словачка  | 6-7(7), 6-1, 7-5          |
| 23 | 17/10/05 | Отворено првенство Цириха, Цирих             | I           | 1.300.000 | Тврди (от.)  | Кара Блек Зимбабве · Рене Стабс Аустралија                | Данијела Хантухова Словачка  | 6-7(6), 7-6(4), 6-3       |
| 24 | 29/05/06 | Ролан Гарос, Париз                           | Гренд слем  | 6.747.626 | Шљака (от.)  | Лиса Рејмонд Сједињене Државе · Саманта Стосур Аустралија | Данијела Хантухова Словачка  | 6-3, 6-2                  |
| 25 | 08/08/06 | JPMorgan Chase Open, Лос Анђелес             | II          | 600.000   | Тврди (ext.) | Вирхинија Руано Паскуал Шпанија · Паола Суарез Аргентина  | Данијела Хантухова Словачка  | 6-3, 6-4                  |
| 26 | 28/05/07 | Ролан Гарос, Париз                           | Гренд слем  | 6.747.626 | Шљака (от.)  | Алиша Молик Аустралија · Мара Сантанђело Италија          | Катарина Среботник Словенија | 7-6(5), 6-4               |

### Учешће наГренд слемтурнирима

#### Појединачно
| Година | Аустралијан Опен | Аустралијан Опен                     | Ролан Гарос | Ролан Гарос                      | Вимблдон   | Вимблдон                           | Ју-Ес Опен | Ју-Ес Опен                         |
| ------ | ---------------- | ------------------------------------ | ----------- | -------------------------------- | ---------- | ---------------------------------- | ---------- | ---------------------------------- |
| 1993   | -                | -                                    | -           | -                                | 1 коло     | Ђиђи Фернандез Сједињене Државе    | -          | -                                  |
| 1994   | -                | -                                    | -           | -                                | 1 коло     | Кимико Дате Јапан                  | 1 коло     | Лејла Мески Грузија                |
| 1995   | 1 коло           | Наоко Саваматсу Јапан                | 4 коло      | Чанда Рубин Сједињене Државе     | 1 коло     | Б. Рајнштадлер Аустрија            | 2 коло     | Катарина Студеникова Словачка      |
| 1996   | 3 коло           | Наоко Саваматсу Јапан                | 1 коло      | Аманда Куцер Јужна Африка        | 4 коло     | Мери Џо Фернандез Сједињене Државе | 2 коло     | Наташа Зверева Белорусија          |
| 1997   | 2 коло           | Кимберли По Месерли Сједињене Државе | 2 коло      | Аранча Санчез Викарио Шпанија    | 1 коло     | Јајук Базуки Индонезија            | 2 коло     | Карина Хабшудова Словачка          |
| 1998   | 4 коло           | Аранча Санчез Викарио Шпанија        | 2 коло      | Винус Вилијамс Сједињене Државе  | 1 коло     | Силвија Плишке Аустрија            | 2 коло     | Гала Леон Гарсија Шпанија          |
| 1999   | 1 коло           | Еми Фрејзер Сједињене Државе         | 2 коло      | Силвија Фарина Елија Италија     | 2 коло     | Јелена Лиховцева Русија            | 3 коло     | Моника Селеш Сједињене Државе      |
| 2000   | 1/4 финале       | Џенифер Капријати Сједињене Државе   | 4 коло      | Кончита Мартинез Шпанија         | 2 коло     | Винус Вилијамс Сједињене Државе    | 2 коло     | Кристи Богерт Холандија            |
| 2001   | 1 коло           | Амели Моресмо Француска              | 1 коло      | Петра Мандула Мађарска           | 3 коло     | Сандрин Тести Француска            | 2 коло     | Аранча Санчез Викарио Шпанија      |
| 2002   | 3 коло           | Јанета Хусарова Словачка             | 2 коло      | Јанета Хусарова Словачка         | 3 коло     | Моника Селеш Сједињене Државе      | 2 коло     | Еми Фрејзер Сједињене Државе       |
| 2003   | 2 коло           | Нађа Петрова Русија                  | 4 коло      | Серена Вилијамс Сједињене Државе | 4 коло     | Ким Клајстерс Белгија              | 4 коло     | Франческа Скјавоне Италија         |
| 2004   | 2 коло           | Саори Обата Јапан                    | 2 коло      | Вирхиниа Руано Паскуал Шпанија   | 1/4 финале | Марија Шарапова Русија             | 4 коло     | Џенифер Капријати Сједињене Државе |
| 2005   | 1 коло           | Мартина Суха Словачка                | 1 коло      | Нурија Љагостера Вивес Шпанија   | 1 коло     | Роберта Винчи Италија              | 3 коло     | Ким Клајстерс Белгија              |
| 2006   | 1 коло           | Кончита Мартинез Гранадос Шпанија    | 2 коло      | Арван Резе Француска             | 4 коло     | Северин Бремон Француска           | 3 коло     | Жистин Енен Белгија                |
| 2007   | 2 коло           | Анастазија Јакимова Белорусија       | 3 коло      | Ана Чакветадзе Русија            | 3 коло     | Мерија Шарапова Русија             | -          | -                                  |

#### У игри парова
| Година | Аустралијан Опен                            | Аустралијан Опен                                                     | Ролан Гарос                                 | Ролан Гарос                                                            | Вимблдон                                 | Вимблдон                                                       | Ју-Ес Опен                            | Ју-Ес Опен                                                  |
| ------ | ------------------------------------------- | -------------------------------------------------------------------- | ------------------------------------------- | ---------------------------------------------------------------------- | ---------------------------------------- | -------------------------------------------------------------- | ------------------------------------- | ----------------------------------------------------------- |
| 1993   | 1 коло · M. Miyauchi Јапан                  | J. Emmons · Џинџер Хелгесон-Нилсен Сједињене Државе                  | -                                           | -                                                                      | -                                        | -                                                              | -                                     | -                                                           |
| 1994   | -                                           | -                                                                    | -                                           | -                                                                      | 1 коло · Мами Доноширо Јапан             | Елена Брјуховетц Сједињене Државе · Петра Лангрова Чешка       | 2 коло · Кјоко Нагатсука Јапан        | Катрина Адамс Сједињене Државе · Манон Болеграф Холандија   |
| 1995   | 2 коло · Кјоко Нагацука Јапан               | Elna Reinach Јужна Африка · Ирина Спирлеа Румунија                   | 2 коло · Кјоко Нагатсука Јапан]]            | Кристи Богерт Холандија · Никол Мунс-Јегерман Холандија                | 1 коло · Кјоко Нагатсука Јапан           | Оса Свенсон Шведска · Андреа Темешвари Мађарска                | 3 коло · Кјоко Нагатсука Јапан        | Жули Алар-Декужи · Натали Тозија Француска                  |
| 1996   | 2 коло · Кјоко Нагатсука Јапан              | Никол Арент Сједињене Државе · Манон Болеграф Холандија              | 2 коло · Кјоко Нагатсука Јапан              | Линдси Давенпорт Сједињене Државе · Мери ЏО Фернандез Сједињене Државе | 1 коло · Кјоко Нагатсука Јапан           | Кончита Мартинез Шпанија · Патриција Тарабини Аргентина        | 1 коло · Кјоко Нагатсука Јапан        | Аманда Куцер Јужна Африка · Ines Gorrochategui Аргентина    |
| 1997   | 1 коло · Рита Гранде Италија                | Линдси Давенпорт Сједињене Државе · Лиза Рејмонд Сједињене Државе    | 2 коло · Вилтруд Пробст Немачка             | Руксандра Драгомир Румунија · Ива Мајоли Хрватска                      | 1 коло · Вилтруд Пробст Немачка          | Чанда Рубин Сједињене Државе · Бренда Шулц-Макарти Холандија   | 2 коло · Вилтруд Пробст Немачка       | Ђиђи Фернандез Сједињене Државе · Наташа Зверева Белорусија |
| 1998   | 1/4 финале · Јелена Лиховцева Русија        | Кончита Мартинез Шпанија · Патриција Тарабини Аргентина              | 3 коло · Јелена Лиховцева Русија            | Александра Фузе Француска · Натали Тозија Француска                    | 3 коло · Јелена Лиховцева Русија         | Аранча Санчез Викарио Шпанија · Хелена Сукова Чешка            | -                                     | -                                                           |
| 1999   | 2 коло · Јелена Лиховцева Русија            | Флоренсиа Лабат Аргентина · Dominique Monami Белгија                 | 1/4 финале · Јелена Лиховцева Русија        | Александра Фузе Француска · Натали Тозија Француска                    | 2 коло · Јелена Лиховцева Русија         | Јелена Докић Аустралија · Тина Писник Словенија                | 1 коло · Јелена Лиховцева Русија      | Седа Норландер Холандија · Патрисија Вартуш Аустрија        |
| 2000   | 1/4 финале · Жули Алар-Декужи Француска     | Линдси Давенпорт · Корина Морариу Сједињене Државе                   | 1/2 финале · Жули Алар-Декужи Француска     | Вирхинија Руано Паскуал Шпанија · Паола Суарез Аргентина               | Финале · Жули Алар-Декужи Француска      | Винус Вилијамс · Серена Вилијамс Сједињене Државе              | Победа · Жули Алар-Декужи Француска   | Кара Блек Зимбабве · Јелена Лиховцева Русија                |
| 2001   | 1/2 фунале · Nicole Arendt Сједињене Државе | Линдси Давенпорт Сједињене Државе · Корина Морарију Сједињене Државе | 3 коло · Џенифер Капријати Сједињене Државе | Кимберли По Месерли Сједињене Државе · Натали Тозија Француска         | Финале · Ким Клајстерс Белгија           | Лиса Рејмонд Сједињене Државе · Рене Стабс Аустралија          | -                                     | -                                                           |
| 2002   | 3 коло · Ким Клајстерс Белгија              | Днаијела Хантухова Словачка · Аранча Санчез Викарио Шпанија          | 1/2 финале · Rika Fujiwara Јапан            | Лиса Рејмонд Сједињене Државе · Рене Стабс Аустралија                  | 3 коло · Рика Фуџивара Јапан             | Кимберли По Месерли Сједињене Државе · Натали Тозија Француска | 1 коло · Михо Даеки Јапан             | Чанда Рубин Сједињене Државе · Наташа Зверева Белорусија    |
| 2003   | 1/4 финале · Ким Клајстерс Белгија          | Серена Вилијамс · Винус Вилијамс Сједињене Државе                    | Победа · Ким Клајстерс Белгија              | Вирхиниа Руано Псквал Шпанија · Паола Сурез Аргентина                  | Победа · Ким Клајстерс Белгија           | Вирхинија Руано Паскуал Шпанија · Паола Суарез Аргентина       | 2 коло · Ким Клајстерс Белгија        | Лиса Макши Аустралија · Труди Мазгрејв Аустралија           |
| 2004   | 1/2 финале · Лизел Хубер Јужна Африка       | Вирхиниа Руано Псквал Шпанија · Паола Суарез Аргентина               | 1 коло · Лизел Хубер Јужна Африка           | Шинобу Асагое Јапан · Рика Фуџивара Јапан                              | Финале · Лизел Хубер Јужна Африка        | Кара Блек Зимбабве · Rennae Stubbs Аустралија                  | 1/2 финале · Јелана Дементјева Русија | Вирхиниа Руано Паскуал Шпанија · Паола Суарез Аргентина     |
| 2005   | 3 коло · Јелана Дементјева Русија           | Џенифер Расел Сједињене Државе · Мара Сантанђело Италија             | 2 коло · Данијела Хантухова Словачка        | Ева Бирнерова Чешка · Andreea Vanc Румунија                            | 1/4 финале · Данијела Хантухова Словачка | Кара Блек Зимбабве · Liezel Huber Јужна Африка                 | 3 коло · Данијела Хантухова Словачка  | Јан Зи · Џенг Ђи Кина                                       |
| 2006   | 3 коло · Данијела Хантухова Словачка        | Жизела Дулко Аргентина · Марија Кириленко Русија                     | Финале · Данијела Хантухова Словачка        | Лиса Рејмонд Сједињене Државе · Саманта Стосур Аустралија              | 1 коло · Данијела Хантухова Словачка     | Јармила Гајдошова Словачка · Ешли Харклроуд Сједињене Државе   | 2 коло · Данијела Хантухова Словачка  | Натали Деши Француска · Вера Звонарјова Русија              |
| 2007   | 1/4 финале · Данијела Хантухова Словачка    | Кара Блек Зимбабве · Liezel Huber Јужна Африка                       | Финале · Катарина Среботник Словенија       | Алиша Молик Аустралија · Мара Сантанђело Италија                       | -                                        | -                                                              | -                                     | -                                                           |

#### Мешовити парови (1)
- Финале гренд слема

| Година | Гренд слем | Партнер             | Противници у финалу                                            | Резултат |
| 1999.  | УС опен    | Махеш Бупати Индија | Donald Johnson Сједињене Државе · Kimberly Po Сједињене Државе | 6-4, 6-4 |

### Учешће у Фед купу
(језик: енглески) fedcup.com